# Eelkje Timmenga-Hiemstra
Eelkje Timmenga-Hiemstra (geboren 20. Februar 1892 in Finkum; gestorben 21. September 1971 in Ede) war eine niederländische Widerstandskämpferin, die sich im Lager Vught für die Gefangenen eingesetzt hat.

## Leben
Eelkje Hiemstra wurde am 20. Februar 1892 in Finkum geboren. Sie war die Tochter des Viehzüchters Thomas Hiemstra (1854–1892) und Antje Hogenbrug (1841–1912). Ihre Eltern waren Protestanten und sie war die einzige gemeinsame Tochter. Ihre Eltern waren beide zuvor bereits verheiratet gewesen und hatten ihre jeweiligen Ehepartner verloren. Bereits drei Tage nach ihrer Geburt starb ihr Vater und ihre Mutter zog mit Eelkje und ihren Kindern aus der ersten Ehe nach Jorwerd. Dort verbrachte sie ihre Kindheit. Später besuchte Eelkje Hiemstra die Modeschule Weiskotten in Leeuwarden, die sie 1911 mit einem Diplom abschloss. Sie pflegte ihre Mutter bis zu deren Tod im Jahr 1912 und zog danach zu einer Tante nach Hallum. Als sie 21 Jahre alt war, heiratete sie am 5. November 1913 in Deventer den Ingenieur Haijte Timmenga (1886–1957). Timmenga war als Inspektor bei der Niederländischen Heidegesellschaft beschäftigt. Sie lebten aufgrund des Berufes von Timmenga in Tilburg und später in Heerenveen, das Paar hatte fünf Töchter: Antje (1914), Trijntje (1917), die jung verstorbene Aaltje (1922), Aaltje (1923) und Geertje Jeltje (1927).
Nachdem Haijte Timmenga 1927 seine Arbeit bei der Niederländischen Heidegesellschaft beendet hatte, zog die Familie nach Vught. Dort gründete er in dem Haus der Familie ein Landwirtschaftsbüro und Eelkje Timmenga lernte in der reformierten Kirche Charlotte van Beuningen-Fentener van Vlissingen kennen. Nachdem das Lager Vught im Januar 1943 in Betrieb genommen worden war, meldete sich Eelkje Timmenga als Helferin bei dieser, die den Gefangenen Lebensmittelpakete schicken durfte. Die Beziehung zu Van Beuningen kühlte sich jedoch mit der Zeit ab und Timmenga verfolgte eigene Ziele. Sie kümmerte sich um die Kontaktpflege zu Familienangehörigen und um die Häftlinge, die keine Angehörigen hatten. Im Auftrag von Familien, die dazu selbst nicht in der Lage waren, verschickte sie Pakete mit Lebensmitteln, Kleidung und Kleinigkeiten. Um dies zu finanzieren, entwarf sie ein Konzept, aufgrund dessen Menschen aus dem ganzen Land einen Gefangenen „adoptieren“ konnten und alle zwei Wochen wurde diesem dann ein Paket zugesendet.
Für die Angehörigen von Gefangenen richtete Eelkje Timmenga im Caféhaus am Bahnhof Sprechstunden ein. So wurde sie für diese eine wichtige, zumeist die einzige, Informationsquelle. Sie beantwortete umgehend Briefe, die an ihre Anschrift geschickt wurden und versuchte, den Familienmitgliedern Mut zu machen. Dabei wurde sie von ihrem Mann und ihren Töchtern sowie weiteren Assistenten unterstützt. Sie baute ein Netzwerk auf und richtete weitere Anlaufpunkte in Cafés und am Bahnhof ein, um über Transporte, Entlassungen und die Situation im Lager auf dem Laufenden zu bleiben. So konnte sie durch die Pakete und den Kontakt zur Heimat und den Familien dazu beitragen, dass die Gefangenen im anonymen Lagersystem nicht die Hoffnung und ihre Identität verloren. Für ihre Arbeit erhielt Eelkje Timmenga viele Briefe, in denen Angehörige und Gefangene ihre Dankbarkeit ausdrückten, die sich heute im Besitz des NIODs befinden. Später wurde sie auch als „Mutter der Gefangenen“ bezeichnet.
Timmenga war neben ihrer Arbeit für die Gefangenen im Lager Vught auch an der Verbreitung der illegalen Zeitung Nederland beteiligt und half regelmäßig Untergetauchten. Dafür wurde sie von anderen Helfern kritisiert, da diese Arbeit die gesamten Hilfeleistungen gefährdete. Ihre Wohnung wurde vom Sicherheitsdienst mehrfach durchsucht und einmal wurde ein Helfer festgenommen.
Nach dem Krieg war Eelkje Timmenga weiter politisch aktiv und wurde in den ersten Gemeinderat von Vugh der Nachkriegszeit gewählt, jedoch stand sie nicht gern im Rampenlicht. Eelkje Timmenga starb am 21. September 1971 in Ede. Der technische Leiter des Philips-Kommandos, Bram de Wit, merkte auf ihrer Beerdigung an: „Persönlichkeiten wie Mutter Timmenga haben der jüngsten und nachfolgenden Generation etwas zu sagen und zu lehren, was dem Menschsein einen höheren Wert verleiht: Mut, Opferbereitschaft und Liebe.“

## Ehrungen
- Für ihre Arbeit erhielt Eelkje Timmenga das Verzetskruis (Widerstandskreuz). Dieses gab sie zurück, als sie bei einem Treffen sah, dass eine Frau anwesend war, die während des Krieges Kontakte zur Nationaal-Socialistische Beweging gehabt hatte.[1]
- Eine weitere Auszeichnung erhielt sie für ihre Hilfe für die belgischen Gefangenen im Lager.[1]
- Ihre Biografie wurde in das Buch 101 Vrouwen en de oorlog der Historikerin und Schriftstellerin Els Kloek mit 101 Biografien von Frauen, die im Zweiten Weltkrieg im Kontext der niederländischen Geschichte eine Rolle spielten, aufgenommen.